# Isaac Boakye
Isaac Boakye (ur. 26 listopada 1981 w Kumasi) – ghański piłkarz, występujący na pozycji napastnika.

## Kariera
Boakye pierwsze piłkarskie kroki stawiał jeszcze w Ghanie, skąd w 2002 roku trafił do juniorskiej kadry MKE Ankaragücü, jednak nie przekonał Turków do swoich umiejętności i szybko wrócił do ojczyzny. Po 2 latach spędzonych w Asante Kotoko podpisał kontrakt z klubem 2. Bundesligi – Arminią Bielefeld. W 2004 roku Arminia awansowała do 1. Bundesligi, a sam zawodnik z 14 golami na koncie był najlepszym strzelcem zespołu. Kolejny sezon był dla ghańczyka nieudany, strzelił tylko 2 gole, gdyż przez większą część roku borykał się z kontuzją kolana, której nabawił się podczas przygotowań do Igrzysk Olimpijskich w Atenach. Po zakończeniu sezonu 2005/2006 odzedł do VfL Wolfsburg, mimo iż jeszcze przez 2 lata miał ważny kontrakt z Arminią.
W Wolfsburgu po strzeleniu 4 goli w 24 występach został wypożyczony do 1. FSV Mainz 05, występującego w 2. Bundeslidze. Po sezonie gry w Mainz wrócił do Wolfsburga, a w 2008 roku sprzedano go do 1. FC Nürnberg. W 2009 roku awansował z nim do pierwszej ligi, a w 2011 roku odszedł do norweskiej Vålerengi Fotball. Następnie grał w Chirag United i Asante Kotoko. W 2014 roku zakończył karierę.
| Sezon   | Klub                   | Kraj     | Rozgrywki     | Mecze | Bramki |
| ------- | ---------------------- | -------- | ------------- | ----- | ------ |
| 2003/04 | Arminia Bielefeld      | Niemcy   | 2. Bundesliga | 27    | 14     |
| 2004/05 | Arminia Bielefeld      | Niemcy   | Bundesliga    | 10    | 2      |
| 2005/06 | Arminia Bielefeld      | Niemcy   | Bundesliga    | 25    | 8      |
| 2006/07 | VfL Wolfsburg          | Niemcy   | Bundesliga    | 24    | 4      |
| 2007/08 | 1. FSV Mainz 05 (wyp.) | Niemcy   | 2. Bundesliga | 7     | 1      |
| 2007/08 | VfL Wolfsburg          | Niemcy   | Bundesliga    | 2     | 0      |
| 2008/09 | 1. FC Nürnberg         | Niemcy   | 2. Bundesliga | 29    | 8      |
| 2009/10 | 1. FC Nürnberg         | Niemcy   | Bundesliga    | 9     | 0      |
| 2010/11 | 1. FC Nürnberg         | Niemcy   | Bundesliga    | 2     | 0      |
| 2011    | Vålerenga Fotball      | Norwegia | Tippeligaen   | 7     | 1      |

## Bramki w reprezentacji
| #  | Data              | Gdzie             | Przeciwnik   | Bramka | Rezultat | Rozgrywki                            |
| -- | ----------------- | ----------------- | ------------ | ------ | -------- | ------------------------------------ |
| 1. | 1 lipca 2001      | Monrovia, Liberia | Liberia      | 1:2    | 1:2      | Eliminacje PNA 2002                  |
| 2. | 30 stycznia 2002  | Mopti, Mali       | Burkina Faso | 1:1    | 2:1      | PNA 2002                             |
| 3. | 30 stycznia 2002  | Mopti, Mali       | Burkina Faso | 2:1    | 2:1      | PNA 2002                             |
| 4. | 16 listopada 2003 | Akra, Ghana       | Somalia      | 4:0    | 5:0      | Eliminacje do Mistrzostw Świata 2006 |
| 5. | 16 listopada 2003 | Akra, Ghana       | Somalia      | 5:0    | 5:0      | Eliminacje do Mistrzostw Świata 2006 |